# Davide Trolli
Davide Trolli   (Piacenza, 14 d'agost de 1967) és un antic pilot d'enduro italià de renom internacional. Al llarg de la seva carrera en va guanyar un Campionat d'Europa de 125cc 2T (1987) i va formar part de l'equip italià que va guanyar el Junior Trophy als Sis Dies Internacionals d'Enduro el 1988. A banda, va ser dues vegades Campió d'Itàlia (1990-1991) i va guanyar, al costat d'Agustí Vall, la Baja Aragón de 1990 amb una KTM.